# Стара Река (Бугарска)
Стара Река (буг. Стара Река) је један од девет резервата природе у оквиру Националног парка Централни Балкан у централној Бугарској. Резерват природе покрива површину од 19.747 km²., основан је од стране Одбора за заштиту природе под Министарским саветом, 18. марта 1981. године да би заштитио јединствене екосистеме дела Старе планине који се налази у Бугарској.

## Географија
Резерват је стациониран неколико километара северно од града Карлово, у северном делу Пловдивске области. Стара Река покрива јужне падине Старе планине од планинског врха Левски (2168 м) и врха Велики Купен (2169 м) на главном гребену планинског распона јужно дуж долине реке Стара Река и њених притока.
Надморска висина резервата варира између 1000 и 2169 м. 
Јужне падине Старе планине имају блажу климу са снежним покривачем у просеку од 120 дана годишње. Типови земљишта су разнолики у распону од планинских травнатих тла у планинским подручјима до мрке шуме и пољима цимета на нижим надморским висинама.

## Флора
Шумска станишта у резервату природе Стара Река обично укључују четири до пет врста дрвећа. У најнижим деловима резервата распрострањени су храст китњак, европска буква, црни јасен и црни граб. Мешовите букове и четинарске шуме заједно са кленом, acer heldreichii и белом брезом расту на вишим надморским висинама.
Резерват је богат ретким биљним врстама, 45 њих се налазе у Црној књизи Бугарске, од којих је 20 ендемичних у земљи, као што су Centaurea kerneriana, Campanula trojanensis, Stachys alpina и многе друге.

## Фауна
Стара Река садржи најзападнију популацију дивокоза дуж јужних падина Старе планине. Овај резерват природе је такође важно уточиште за мрког медведа, вука, дивљу мачку, куну златицу и видру.
У парку се налази велики број птица као што су орао крсташ, сури орао, патуљасти орао, риђи мишар, осичар, обични јастреб, обични кобац, степски соко, сиви соко и буљина. 
Друге врсте птица значајне за очување које се налазе у Старој Реци су љештарка, планински детлић, црна жуна и многе друге.